# Camille Keenan
Camille Keenan es una actriz neozelandesa, más conocida por interpretar a Amy Parson en la serie Satisfaction.

## Biografía
Tiene una hermana y cinco hermanos. En 2009 se mudó a Melbourne (Australia).
Desde 2009 sale con el actor australiano Dustin Clare, con quien tiene un hijo, Darcy Clare (2012).

## Carrera
Desde 2003 hasta 2008, apareció como invitada en series como The Tribe, The Insiders Guide to Love, Sensing Murder y en Burying Brian. En 2005 obtuvo un pequeño papel en la película dramática King Kong. En 2007 interpretó a Kirsten Tomey en la película 30 Days of Night. En 2009 se unió a la tercera temporada de la serie Satisfaction, donde interpretó a Amy Parson. Camille interpretó a Amy hasta el final de la serie en 2010. Por su papel fue nominada a un premio Logie en la categoría de "Nuevo Talento más Sobresaliente" y ganó un premio ASTRA.
En 2010 apareció como invitada en la serie City Homicide, donde interpretó a Carmel Shatner en un episodio durante la cuarta temporada de la serie. Ese mismo año se unió a la tercera temporada de la serie australiana Rush, donde interpreta a la Oficial de Inteligencia Audrey Khoo. En febrero de 2011, se anunció que Camille se uniría como personaje recurrente a la serie Packed to the Rafters, donde interpretó a Bree Jennings durante doce episodios hasta 2012. En 2013 apareció en la serie Underbelly: Squizzy, donde interpretó a Dolly Grey. La serie fue la sexta temporada de la exitosa serie Underbelly.

## Filmografía

### Series de televisión
| Año         | Título                     | Personaje      | Notas                                             |
| ----------- | -------------------------- | -------------- | ------------------------------------------------- |
| 2013        | Underbelly: Squizzy        | Dolly Grey     | 4 episodios                                       |
| 2011 - 2012 | Packed to the Rafters      | Bree Jennings  | 12 episodios                                      |
| 2010        | Rush                       | Audrey Khoo    | 15 episodios                                      |
| 2010        | City Homicide              | Carmel Shatner | episodio "Just Desserts"                          |
| 2009 - 2010 | Satisfaction               | Amy Parsons    | 10 episodios                                      |
| 2008        | Burying Brian              | Mujer Abusada  | episodio # 1.2                                    |
| 2007        | Sensing Murder             | Sharon         | episodio "Into the Deep"                          |
| 2005        | The Insiders Guide to Love | Asha           | episodios "Would You Love Me If I Was Different?" |
| 2003        | The Tribe                  | -              | episodio # 5.2                                    |

### Películas
| Año  | Título                        | Personaje               | Notas                                                                                    |
| ---- | ----------------------------- | ----------------------- | ---------------------------------------------------------------------------------------- |
| 2014 | Sunday                        | Eve                     | junto a Dustin Clare & Jacob Tomuri                                                      |
| 2013 | The Fragments                 | Heather                 | corto - junto a Dustin Clare, Richard Carwin, Ian Meadows, Travis Jeffery & Rhys Muldoon |
| 2011 | Veil                          | Hazel / Echo            | corto - junto a Jamie Lawrence                                                           |
| 2011 | Everything Is Super           | Veronica                | corto - junto a Gyton Grantley                                                           |
| 2010 | Matariki                      | Enfermera               | junto a Alix Bushnell                                                                    |
| 2009 | Poppy                         | Nun                     | corto - junto a Paul Glover                                                              |
| 2009 | Das Paradies am Ende der Welt | Charlotte               | -                                                                                        |
| 2008 | Blackspot                     | Ellen                   | -                                                                                        |
| 2008 | Somewhere Only We Know        | June                    | corto - junto a Matt Minto e Yvette Reid                                                 |
| 2007 | 30 Days of Night              | Kirsten Tomey           | junto a Danny Huston & Jack Walley                                                       |
| 2005 | King Kong                     | Ciudadana de Nueva York | -                                                                                        |

## Premios y nominaciones
| Año  | Categoría                   | Premio               | Serie        | Resultado |
| ---- | --------------------------- | -------------------- | ------------ | --------- |
| 2010 | Best New Talent             | ASTRA Award          | Satisfaction | Ganadora  |
| 2010 | Most Outstanding New Talent | Graham Kennedy Award | Satisfaction | Nominada  |